# Aurora, Wisconsin
Aurora är ett samhälle som är en del av Florence County i Wisconsin i USA. Auroras befolkning är enligt 2020 års siffror 920 personer. Den närmaste grannkommunen är Norway i Dickinson County som ligger 14,5 kilometer från Aurora. Aurora gränsar till Michigan. I Wisconsin finns det ett annat samhälle med samma namn. Det andra samhället ligger i Washington County, Wisconsin.

## Befolkning
Sedan år 2000 har befolkningen minskat med 12,6 %. Könsfördelningen är 50,8 % män och 49,2 % kvinnor. Snittinkomsten är 53 224 $ jämfört med Wisconsin som helhet som har ett snitt på 64 168 $. Demografin i Aurora är till 97,6 % enligt amerikanska beteckningen vita och 0,6 % är av asiatiskt ursprung.

## Religion
I Aurora finns en katolsk kyrka. Den katolska församlingen är den enda religiösa församlingen i samhället.